# Werner Preuss
Werner Preuss (ur. 21 września 1894 w Gardelegen, zm. 6 marca 1919 w okolicach Westerrönfeld) – as lotnictwa niemieckiego Luftstreitkräfte z 22 zwycięstwami w I wojnie światowej.
Po wybuchu I wojny światowej na ochotnika zgłosił się do armii i 14 września 1914 roku został skierowany do 85 Holsztyńskiego Pułku Piechoty. W styczniu 1916 roku został awansowany do stopnia podporucznika. Zgłosił się do lotnictwa we wrześniu 1917 roku. Po miesięcznym szkoleniu ukończył kurs pilotażu 15 października.
Werner Preuss został skierowany najpierw na krótko do jednostek pomocniczych artylerii, a potem do Jasta 66, w której odniósł wszystkie swoje zwycięstwa i w której służył do końca wojny. 
Pierwsze zwycięstwo odniósł 4 czerwca 1918 roku. Był nominowany do Pour le Mérite, ale go nie otrzymał.
Zginął w wypadku lotniczym 6 marca 1919 roku w Szlezwiku-Holsztynie.

## Odznaczenia
- Królewski Order Rodu Hohenzollernów – 19 września 1918
- Krzyż Żelazny I Klasy
- Krzyż Żelazny II Klasy